# Емоционални или бихејвиорални инвалидитет
Емоционални или бихејвиорални инвалидитет је инвалидитет који утиче на способност особе да ефикасно препозна, тумачи, контролише и изражава основне емоције. Закон о образовању особа са инвалидитетом из 2004. године карактерише групу инвалидитета као емоционални поремећај. Овај термин је контроверзан јер га неки виде као искључивање или дискриминацију ученика са проблемима понашања и фокусира се само на емоционалне аспекте.

## Карактеристике
Ову групу инвалидитета је посебно тешко класификовати јер се дешавају генерализације које могу довести до тога да неки ученици не испуњавају специфичне дијагностичке критеријуме, али су и даље инвалиди за које није утврђено да испуњавају услове за услуге специјалног образовања. Уопштено говорећи, група се може поделити на унутрашња понашања, спољашња и понашања са ниском учесталошћу. Унутрашња понашања се примећују код ученика који су депресивни, повучени и анксиозни. Екстерно понашање се види код ученика који су агресивни и такво понашање би се класификовало као дисруптивни поремећај понашања. Понашање ниске инциденце је понашање које се јавља само у одређеним еколошким окидачима као што је одређена особа или фраза. Постоје ученици са једном и више категорија.

## Процедура
Ученике са емоционалним поремећајем често препознају наставници због понашања у разреду док дисруптивни поремећај понашања дијагностикује школски психолог кроз интервјуе и анкете које су део социјално-емоционалне евалуације. Према Закону о рехабилитацији из 1973. године, када се утврди емоционални поремећај, ученик добија индивидуални образовни план, некада и асистента који га прати на часове, помаже му да приступи просторијама, да користи лекове, саветује га. Сматрало се да су ученици са емоционалним поремећајем склони напуштању школе, самоубиству и криминалним активностима као и дијагностиковању поремећаја учења, али се показало да ови ученици уз одговарајућу подршку имају велики потенцијал да постигну успех.